# Tomiyama Takamitsu
Takamitsu Tomiyama (富山 貴光 Tomiyama Takamitsu, sinh ngày 26 tháng 12 năm 1990 ở Tochigi) là một cầu thủ bóng đá người Nhật Bản thi đấu ở vị trí tiền đạo cho Albirex Niigata ở J1 League.

## Sự nghiệp
Tomiyama có màn ra mắt cho Omiya Ardija ở J. League Division 1 ngày 2 tháng 3 năm 2013 trước Shimizu S-Pulse khi anh vào sân từ phút thứ 80 thay cho Daigo Watanabe và Ardija thất bại với tỉ số 4–2. Tomiyama ghi bàn thắng đầu tiên trong sự nghiệp ở J. League ngày 16 tháng 3 năm 2013 trước Albirex Niigata ở phút thứ 70 để đưa Ardija dẫn trước và Niigata ghi bàn thắng quân bình tỉ số và trận đấu kết thúc với tỉ số 1–1.

## Thống kê sự nghiệp

### Câu lạc bộ
Cập nhật đến ngày 23 tháng 2 năm 2017.
| Câu lạc bộ          | Mùa giải            | Giải vô địch | Giải vô địch | Cúp     | Cúp       | Cúp Liên đoàn | Cúp Liên đoàn | AFC     | AFC       | Tổng    | Tổng      |
| Câu lạc bộ          | Mùa giải            | Số trận      | Bàn thắng    | Số trận | Bàn thắng | Số trận       | Bàn thắng     | Số trận | Bàn thắng | Số trận | Bàn thắng |
| ------------------- | ------------------- | ------------ | ------------ | ------- | --------- | ------------- | ------------- | ------- | --------- | ------- | --------- |
| Omiya Ardija        | 2013                | 26           | 3            | 2       | 0         | 4             | 1             | –       | –         | 32      | 4         |
| Omiya Ardija        | 2014                | 15           | 0            | 2       | 1         | 5             | 0             | –       | –         | 22      | 1         |
| Omiya Ardija        | 2015                | 12           | 1            | 1       | 1         | –             | –             | –       | –         | 13      | 2         |
| Sagan Tosu          | 2016                | 25           | 5            | 1       | 1         | 5             | 1             | –       | –         | 31      | 7         |
| Tổng cộng sự nghiệp | Tổng cộng sự nghiệp | 78           | 9            | 6       | 3         | 14            | 2             | 0       | 0         | 98      | 14        |